# 自然保護区
自然保護区（しぜんほごく）は、生態系や地形・地質・水源などを保全・涵養するために設けられる区域である。一般に、左記に関して何らかの特徴のある区域について、その特徴を保全することを目的に、人為的な開発を規制するために設けられることが多い。自然保護区にはその目的や公設・私設の別などにより様々な名称・呼称、形態があるが、主なものを以下で詳説する。

## 歴史
世界で最初に設けられた自然保護区は、紀元前3世紀のスリランカであった。
動植物の乱獲や人間生活がもたらす開発や廃棄物の投棄等により自然環境の撹乱が進んだ近年以降、自然保護の必要性が認識されるようになり、19世紀の欧米を皮切りに諸国が国立公園制度による保護を行うようになった。現在、世界で最も大きな国立公園は1974年に設定されたグリーンランドのNortheast 国立公園（972,000km2）である。
また、最近では自然環境に加え生態系を一体的に保護し生物多様性を保全することの重要性が認識されるようになり、かつては野生動植物の捕獲禁止に主眼を置いていた自然保護区の在り方も変化してゆく。たとえばガラパゴス諸島のように外来生物を持ち込まないよう入島者に厳しい検疫をし、また観光客にはガイドを付けるよう求めるといった活動により、全体が自然保護区として機能している地域もある。

## 国際的な自然保護区

### ラムサール条約
ラムサール条約（—じょうやく）は、湿原を保全するために締結された国際条約である。水鳥の生息地保全が主目的で、指定された湿地は、締約国により適正な利用と保全を実施することが求められる。

### 海洋保護区
海洋保護区（かいようほごく）は、海の生態系保全を目的とした自然保護区の一般的な呼称である。漁業で乱獲され、または生態系や生息環境の破壊等により絶滅が危惧されている海洋生物の保全、魚類の繁殖地などの地形の保全が主目的となる場合が多い。
国・地域の領海内であれば管轄政府が漁業や海洋開発（埋め立てや地下資源探査・採掘など）、船舶の航行などを制限することで成立するが、日本では海洋保護区を明確に規定した法は無い。また国際条約が無いため、公海（いずれの国・地域の統治も及ばない海）上に保護区を設ける手段は無いのが現状である。
なお、2006年3月に開催された生物多様性条約第 8回締約国会議（COP8）にて、公海上への海洋保護区の設定について協議が持たれている。

### 世界遺産
世界遺産（せかいいさん）は、世界的に普遍的な価値を持つものとしてユネスコ世界遺産委員会によって登録された地域・地形や自然環境などである。自然遺産の場合、実際の調査・評価は国際自然保護連合（IUCN）が行う。
世界遺産に登録される事で対象地区への開発行為等に直接的な規制がかかる訳ではないが、当該地区が将来にわたり継承されるために必要な保護管理等が為されていることも判定材料となるため、世界遺産に登録された地区は実質的に何らかの自然保護区となっている場合が多い。

## 日本の自然保護区

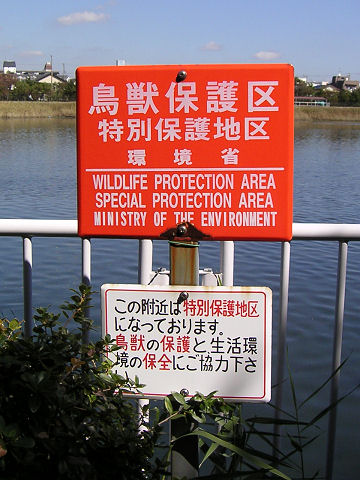
国指定鳥獣保護区・特別保護地区（環境省指定）の標示（谷津干潟）

### 鳥獣保護区
鳥獣保護区（ちょうじゅうほごく）は、鳥獣の保護繁殖を図るために、鳥獣保護法に基づき設定される地区である。全ての鳥獣の捕獲が禁止されるほか、特別保護地区では埋め立て・干拓や伐採、工作物の設置など野生動物の生息に支障をきたす恐れのある行為についても事前の許可が必要となる。なお、旧狩猟法では「禁猟区」と呼ばれていたが、1963年に改正された。

### 自然環境保全地域
自然環境保全地域（しぜんかんきょうほぜんちいき）は、自然環境の保全を目的として、自然環境保全法に基づき国（環境大臣）または都道府県（知事）が指定する地域である。指定地域では原則として開発行為が規制される。

### 自然公園
自然公園法に基づいて国が指定し、国または地方自治体が保護管理する自然公園（しぜんこうえん）として、国立公園（こくりつこうえん）および国定公園（こくていこうえん）がある。日本では、諸外国の制度に倣って 1931年に制定された国立公園法を起源とする制度で、自然環境保全地域とは異なり、自然公園では自然環境の保全に加え利用増進を図ることも目的とされる。

### 生息地等保護区
生息地等保護区とは、絶滅のおそれのある野生動植物の種の保存に関する法律に基づき、国内希少野生動植物種の保存のためにそれらの種の生息・生育地を保護することが必要である場合に環境大臣が指定する保護区である。

### 天然保護区域
天然保護区域とは、文化財保護法に基づく天然記念物の1つで、天然記念物を含んだ一定の範囲である。

### 野鳥保護区
野鳥保護区（やちょうほごく）は、自然保護団体等により設けられる、野鳥の生息環境保全を主たる目的とした私設の自然保護区の呼称としてよく用いられる。
最も大規模に活動しているのは日本野鳥の会である。同会では特定の希少な野鳥の生息地などで公的保護がかけられていない場所について、開発業者等に所有権が移ることを回避するために買い取り、または地権者と協定を結んで保全している。1987年に北海道根室市のタンチョウ生息地 7.6haを同会が買い取り保全したのが最初で、以降その数および面積を拡げ、2010年末現在で 32箇所、計 2870.8haの保護区がある。なお、買収する際の原資は寄付金等に依っている。
また、他にも同様の活動を行っている NPO法人や地方自治体等があり、細かな規定はないものの概ね同様の保全を主目的として設けられる地区である。地方自治体が参画する場合は、鳥獣保護区に指定した上で公園としても利用される場合が多い。

### サンクチュアリ
サンクチュアリは、「聖域」（sanctuary）の意味から転じて、日本では主に自然保護区の意味で使われている。
その主なものに、野鳥保護区と同様に日本野鳥の会が買い取り保全している地区がある。もっぱら自然環境の保全を目的としている野鳥保護区とは異なり、左記に加え自然観察路や活動拠点となるネイチャーセンターなどが設けられており、自然公園として機能している特徴がある。1981年に開設された北海道ウトナイ湖サンクチュアリが始まりで、同会が募集する寄付金等を原資として運営されている直営施設と、地方自治体などが保全している地区を委託されて運営される施設があり、2005年時点で日本全国に 12箇所のバードサンクチュアリが保全・運営されている。